# Waipatiki Beach
Waipatiki Beach est un petit village côtier situé dans le District de Hastings dans la région de Hawke's Bay dans l’ Île du Nord de la Nouvelle-Zélande.

## Situation
Il est localisé dans une petite vallée, à l’extrémité de la route, qui se raccorde à la route principale allant de Napier à Gisborne, qui est la route State Highway 2/SH 2 (en) et qui après 11 km, aboutit à une petite plage de sable Tangoio Road, puis Waipatiki Road.
Waipatiki Beach siège presque exactement au nord de la ville de Napier, à quelque 20 km, à vol d’oiseau et c’est une petite communauté de bord de mer avec un style de vie alternatif pour les résidents (soit 43 foyers en 2005).
Il y a aussi de nombreux vacanciers pendant la période d’été.

## Activités
En dehors du village se trouve la forêt de Waipatiki, exploitée commercialement, mais tout près du village se trouvent quelques restes importants du bush indigène qui est protégé.

## Toponymie
Le nom du village vient du mot de la langue maorie Waipātiki, signifiant « l’eau de la limande ».
La zone était autrefois la vallée d’un estuaire, largement habité dans la période pré-européenne car c'était une source riche en limande (Rhombosolea plebeia).
Le séisme de 1931 à Hawke's Bay a surélevé les terrains plats et un système de cours d’eau s’est constitué.

## Domaine de Waipatiki
Le domaine de Waipatiki est situé à la limite du village sur le versant nord de la vallée, près de la route de la plage.
C’est une zone de régénération du bush indigène de Nouvelle-Zélande.
La zone est clôturée (pour la protéger contre les chèvres) et un programme de contrôle des nuisibles est mis en place pour éradiquer les opossums.
Ce type de bush côtier est difficile à trouver à Hawke's Bay de nos jours.
La forêt est dominée par les kahikatea. Certains d’entre eux sont considérés comme ayant environ 400 ans. Deux très grands arbres ont peut-être même 600 ans. Le plus grand a une circonférence de 7,4 mètres.
Les pistes qui traversent le domaine mènent à des arches impressionnantes formées par les frondes des palmiers Nikau.
Le Tītoki (en) (Alectryon excelsus), les Rewarewa et les kawakawa (en) sont les arbres qui sont aussi présents.
Les oiseaux qui sont dans le domaine sont des tui, Méliphage carillonneurs, Rhipidure gris, Carpophage de Nouvelle-Zélande, Gérygone de Nouvelle-Zélande, Coucou éclatant et Ninoxe boubouk.
Il y a 15 minutes de marche à travers le domaine. Une promenade latérale permet de monter sur la colline pour avoir une bonne vue sur la vallée. Le domaine est géré par le Conseil du district de Hasting.

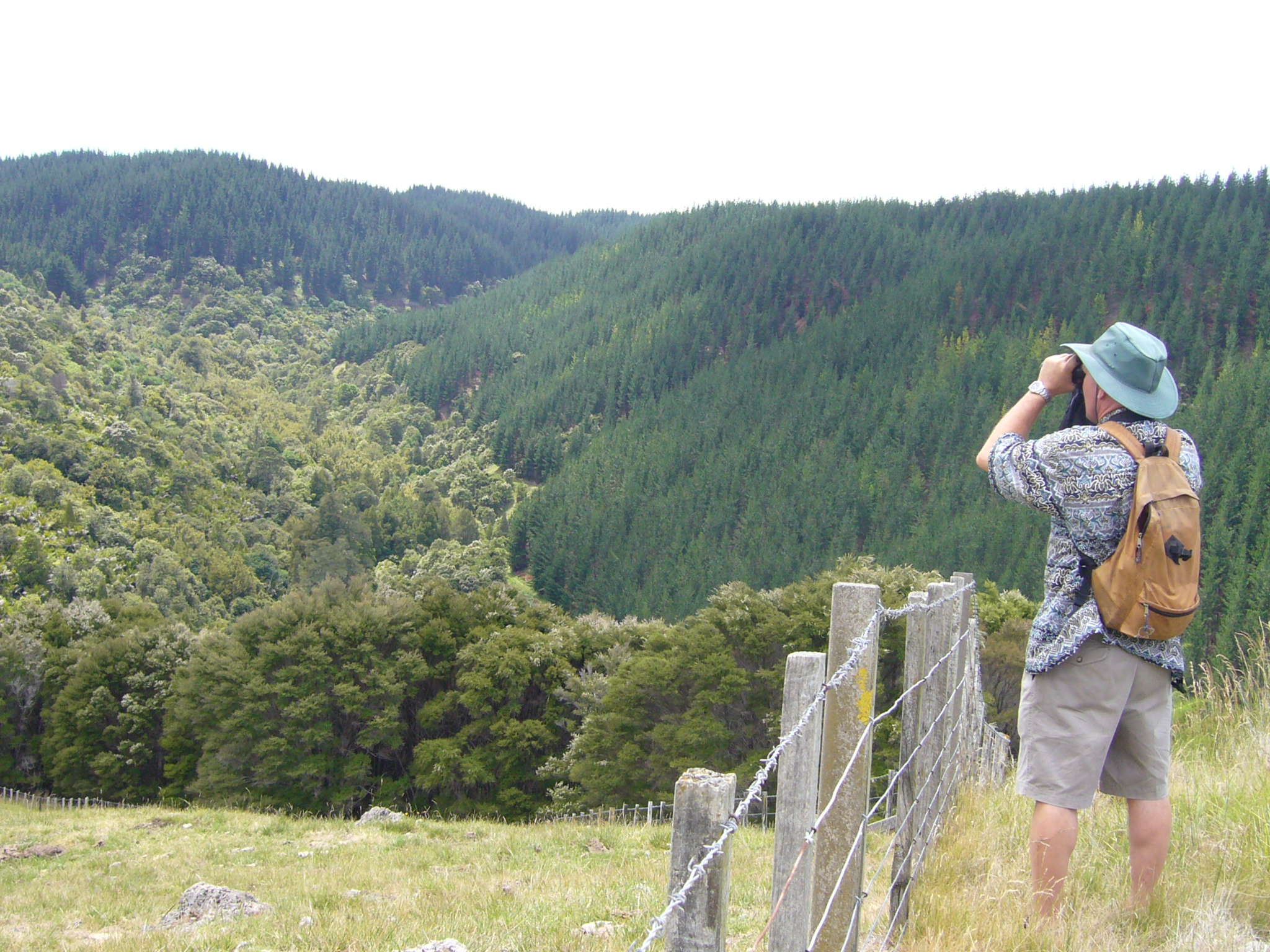
La réserve de Waipatiki vue à partir de la route. Sur la droite, se trouve la forêt exploitée de Pinus radiata

## Réserve panoramique de Waipatiki
La réserve panoramique de Waipatiki est gérée par le Département de la Conservation ou DoC de Nouvelle-Zélande.
Elle  s'étend à l'entrée la vallée et couvre 64 ha.
Comme le domaine de Waipatiki, cette réserve contient des pièces importantes des restes de la forêt côtière avec des kahikatea.
Dans la partie inférieure, les palmiers nikau sont dominants.
Sur le côté du cours d’eau, de délicats lichens sont accrochés en de longues chevelures descendant des arbres.
Plus en altitude, les kānuka sont abondants. Titoki, tawa, karaka et rewarewa Knightia excelsa sont aussi présents.
Dans les ravines et les cours d’eau, se trouvent rimu, matai, kahikatea, ponga et makomako.
À travers la réserve se situe une partie du chemin initial du peuple Maori allant de Napier à Wairoa.
En 1860, une piste fut aménagée pour acheminer le courrier entre Napier et Gisborne par chevaux de bât.
Les caravanes de chariots ont utilisé cette route pendant presque 40 ans jusqu’en 1899 quand une route plus à l’intérieur des terres via la ville de Tutira fut construite.
Dans le passé, les chèvres et les moutons ont brouté la zone mais depuis qu’elle a été clôturée, la végétation s'est régénérée.
Les entrées se font via Waipatiki Road et Aropaoanui Road.

## Le chemin côtier sud
À partir de la plage, un chemin bien entretenu conduit vers le sud, le long des falaises de calcaire. Après 15 minutes de marche, une petite plage est atteinte. Le chemin continue plus loin vers le sud.
Le sentier donne une excellente vue au-dessus de la baie de Hawke (en), à partir de la péninsule de Māhia en direction du cap Kidnappers.
Les oiseaux qui peuvent y être observés sont les Fous australs (provenant de la colonie de cap Kidnappers), les mouettes ou goélands, les sternes, Huîtriers et Cormorans.

## Le chemin côtier nord
À partir de la plage de Waipatiki, un chemin bien entretenu conduit aussi vers le nord au niveau de la plage d’Aropaoanui.
La promenade prend environ une heure dans chaque sens et suit la partie inférieure des falaises calcaires.
Ces falaises s’élèvent jusqu’à 100 mètres de haut et forment un point de vue impressionnant sur la baie de Hawke.

## La réserve de Redwood
En 1974, une petite partie de la forêt exploitée de Waipatiki fut plantée avec des Séquoia à feuilles d'ifs pour constituer la réserve Stuart McKinley.